# Eduard Friedrich Leybold
Eduard Friedrich Leybold (Stoccarda, 4 giugno 1798 – Vienna, 24 dicembre 1879) è stato un pittore austriaco.

## Biografia
Eduard Friedrich Leybold era figlio di Johann Friedrich Leybold, miniaturista e professore alla Hohen Karlsschule di Stoccarda. La famiglia si trasferì a Vienna nell'estate del 1798. 
Seguendo le orme dei suoi fratelli Karl Jakob Theodor e Rudolf Moritz Leybold, Eduard Friedrich divenne un artista. Studiò all'Accademia di belle arti di Vienna e, dal 1822, partecipò regolarmente alle esposizioni dell'ateneo. Dal 1861 fu anche membro del Künstlerhaus di Vienna. Uno dei suoi nipoti fu lo scultore Theodor Franz Maria Khuen.

## Carriera artistica
Eduard Friedrich Leybold era specializzato nei ritratti. Oltre che dipinti ad olio ed acquerelli, dipinse anche miniature, spesso sull'avorio, e litografie. 

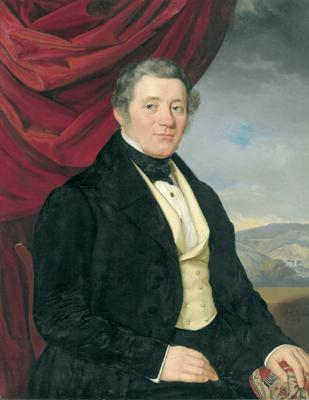
Ritratto di un signore elegante con la campagna sullo sfondo (Eleganter Herr vor Landschaftshintergrund)
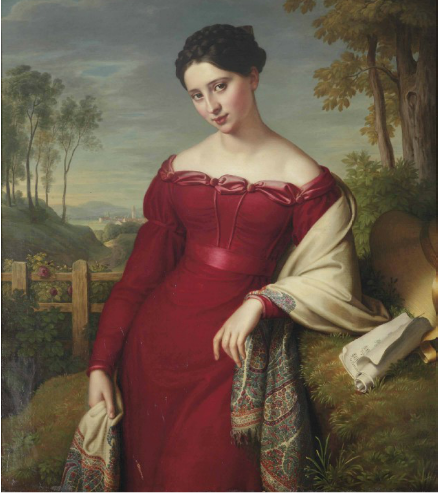
Ritratto di una giovane donna (Porträt einer jungen Dame)
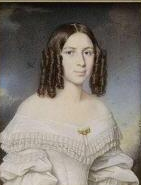
Ritratto di signora (Damenporträt)
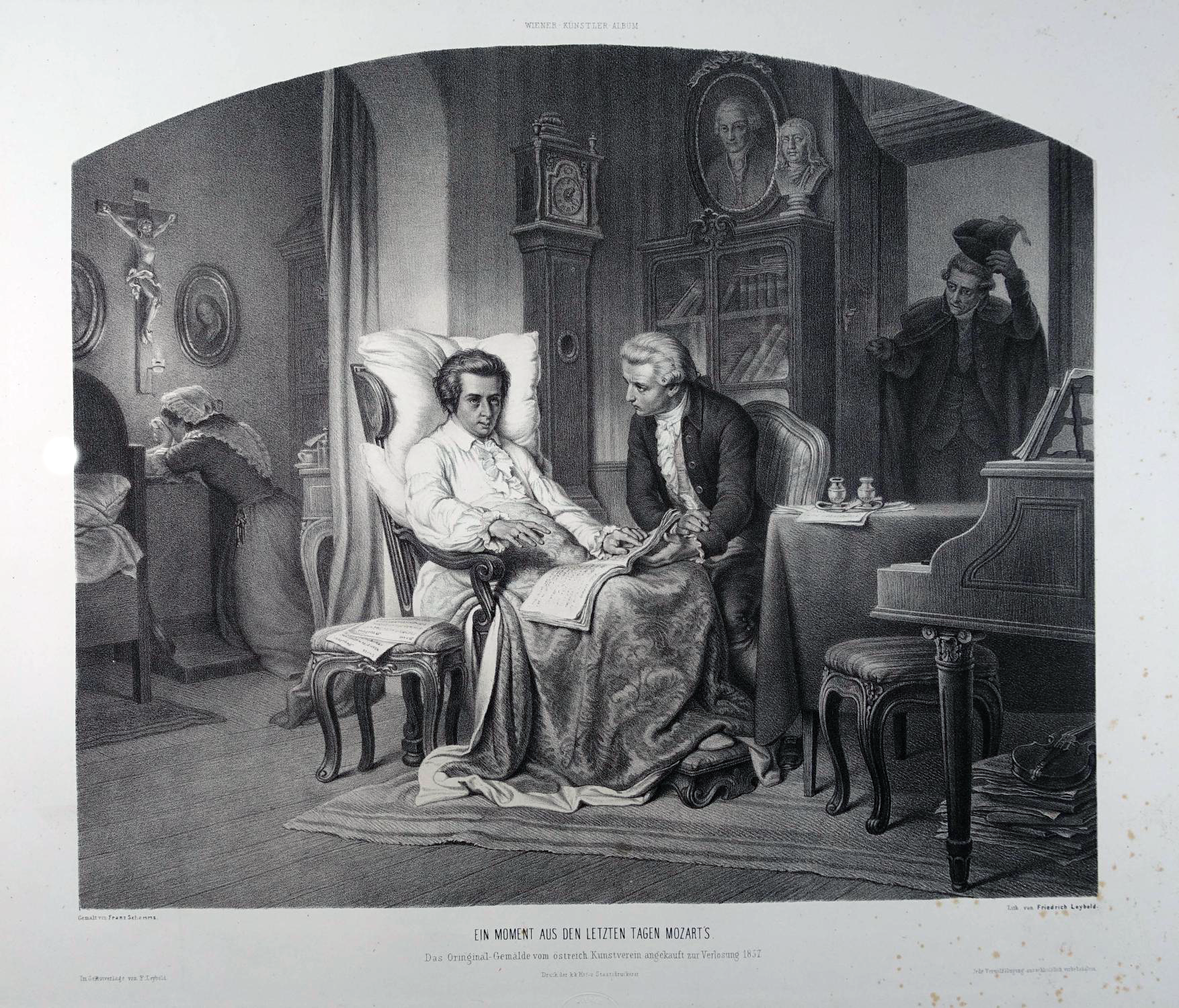
Un momento degli ultimi giorni di Mozart (Ein Moment aus den letzten Tagen Mozarts)